# Рацекадотрил
Рацекадотрил, також відомий як ацеторфан, є протидіарейним препаратом, який діє як інгібітор енкефалінази периферичної дії. На відміну від інших опіоїдних препаратів, які знижують перистальтику кишечника і застосовуються для лікування діареї, рацекадотрил має антисекреторну дію - знижує секрецію води та електролітів у кишечнику. Він доступний у Франції (де був вперше представлений у 1990 р.) та інших європейських країнах (зокрема у Німеччині, Італії, Великій Британії, Іспанії, РФ та Чехії), а також у більшості країн Південної Америки та деяких країн Південно-Східної Азії (Китай, Індія та Таїланд тощо), але не у США. Продається під торговою маркою Hidrasec. Тіорфан - активний метаболіт рацекадотрилу, який чинить основну частину інгібіторної дії на енкефаліназу. 

## Медичне використання
Рацекадотрил можна застосовувати для лікування хворих на гостру діарею і має кращу переносимість, ніж лоперамід. Кілька настанов рекомендують використовувати рацекадотрил разом з пероральною регідратацією у дітей з гострою діареєю.

## Фармакологія

### Механізм дії
Енкефаліни — це пептиди, що виробляються організмом і діють на опіоїдні рецептори, переважно на підтип δ . Активація δ-рецепторів пригнічує фермент аденілілциклазу, знижуючи внутрішньоклітинні рівні молекули-месенджера цАМФ .
Активний метаболіт рацекадотрилу, тіорфан, інгібує ферменти енкефалінази в кишковому епітелії з IC50 6,1 нМ, захищаючи енкефаліни від розщеплення цими ферментами. Сам рацекадотрил набагато менш потужний при 4500 нМ.  Це зменшує пов’язану з діареєю гіперсекрецію в тонкому кишечнику, не впливаючи на базальну секрецію. Рацекадотрил також не впливає на час перебування речовин, бактерій або вірусних частинок у кишечнику. 

### Фармакокінетика
Рацекадотрил швидко всмоктується після перорального прийому та дози 30 мг, 100 мг і 300 мг Cмакс досягається протягом 60 хв. Їжа не впливає на біодоступність рацекадотрилу. Рацекадотрил швидко і ефективно метаболізується до активного метаболіту тіорфану, який інгібує фермент енкефаліназу та виявляє антисекреторну дію.

## Суспільство та культура

### Бренди
У Франції він продається як Tiorfan, а в Італії як Tiorfix. В Індії він доступний як Redotril і Enuff. 

## Дивитися також
- Екадотрил, (S)-енантіомер рацекадотрилу
- D/DL-фенілаланін
- RB-101(інші мови)